# (500443) 2012 TJ172
(500443) 2012 TJ172 es un asteroide perteneciente al cinturón de asteroides, descubierto el 13 de enero de 2010 por Wide-field Infrared Survey Explorer desde el telescopio espacial Wide-Field Infrared Survey Explorer (WISE), Estados Unidos.

## Designación y nombre
Designado provisionalmente como 2012 TJ172.

## Características orbitales
2012 TJ172 está situado a una distancia media del Sol de 2,899 ua, pudiendo alejarse hasta 2,919 ua y acercarse hasta 2,878 ua. Su excentricidad es 0,007 y la inclinación orbital 11,06 grados. Emplea 1803,00 días en completar una órbita alrededor del Sol.

## Características físicas
La magnitud absoluta de 2012 TJ172 es 16,6.